# النجدة (أبين)

تعديل مصدري - تعديل

النجدة هي إحدى قرى الجمهورية اليمنية. تتبع جغرافيا لمحافظة أبين و إداريًا لمديرية لودر. يبلغ تعداد سكانها 1820 نسمة حسب تعداد اليمن لعام 2004.